# NGC 2672
NGC 2672 is een elliptisch sterrenstelsel in het sterrenbeeld Kreeft. Het hemelobject werd op 21 maart 1784 ontdekt door de Duits-Britse astronoom William Herschel.

## Synoniemen
- UGC 4619
- MCG 3-23-10
- ZWG 90.19
- Arp 167
- KCPG 175A
- PGC 24790